# Salmo 46

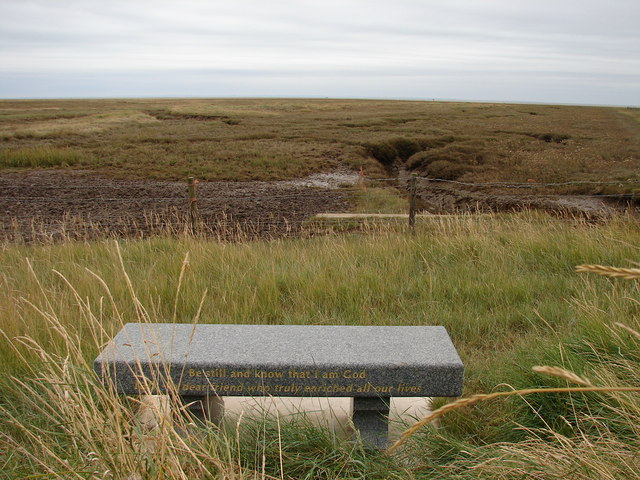
Il decimo versetto del salmo su un monumento commemorativo nel Regno Unito.

Il salmo 46 (45 secondo la numerazione greca) costituisce il quarantaseiesimo capitolo del Libro dei salmi.
È tradizionalmente attribuito ai figli di Core. È utilizzato dalla Chiesa cattolica nella liturgia delle ore.